# Erg (måleenhed)
 For alternative betydninger, se Erg. (Se også artikler, som begynder med Erg)
Måleenheden erg er energienheden i cgs-systemet, hvor 1 erg = 10-7 joule (J).
| Naturvidenskab | Spire Denne naturvidenskabsartikel er en spire som bør udbygges. Du er velkommen til at hjælpe Wikipedia ved at udvide den. |